# Descent Cliff
Das Descent Cliff (englisch für Abstiegskliff) ist ein Kliff auf der antarktischen Ross-Insel im Ross-Archipel. Es ragt zwischen den Hutton-Kliffs und der Erebus-Gletscherzunge auf der Westseite der Hut-Point-Halbinsel auf.
Teilnehmer der Terra-Nova-Expedition (1910–1913) unter der Leitung des britischen Polarforschers Robert Falcon Scott kartierten und benannten es. Namensgebend ist ein hier vorgenommener Abstieg zum Meereis des McMurdo-Sunds.